# Stazione di Siculiana
La stazione di Siculiana è stata una stazione ferroviaria posta lungo la ex linea ferroviaria a scartamento ridotto Castelvetrano-Porto Empedocle chiusa nel 1978, era a servizio del comune di Siculiana.

## Storia
La stazione venne inaugurata nel 16 dicembre 1911 insieme alla tratta Siculiana–Porto Empedocle rimase stazione di testa per quattro anni. Il 16 giugno 1915 venne aperta il Cattolica Eraclea–Siculiana. Nel 1978 la stazione cessò il suo funzionamento insieme alla tratta Porto Empedocle-Ribera.

## Strutture e impianti
Era composta da un fabbricato viaggiatori, un magazzino merci e da due binari.